# Équipe de France de football en 1960
Chronologie
Saison précédente Saison suivante
Cet article traite de l'année 1960 de l'équipe de France de football.
- Le 17 octobre, Alex Thépot démissionne, Georges Verriest devient responsable de la sélection.

## Les matchs
| Date              | Stade                                      | Adversaire      | Score | Comp                        | Buteurs français                                                                   |
| 28 février 1960   | Stade du Heysel Bruxelles, Belgique        | Belgique        | D 0-1 | A                           | -                                                                                  |
| 16 mars 1960      | Parc des Princes Paris, France             | Chili           | V 6-0 | A                           | Kaelbel (10e cf), Vincent (51e), Grillet (57e), Fontaine (78e & 80e), Muller (82e) |
| 27 mars 1960      | Stade du Prater Vienne, Autriche           | Autriche        | V 4-2 | CE (quart de finale retour) | Marcel (46e), Rahis (59e), Heutte (77e), Kopa (84e pen)                            |
| 6 juillet 1960    | Parc des Princes Paris, France             | Yougoslavie     | D 4-5 | CE (demi-finale)            | Vincent (12e), Heutte (43e & 62e), Wisnieski (52e)                                 |
| 9 juillet 1960    | Stade Vélodrome Marseille, France          | Tchécoslovaquie | D 0-2 | CE (match pour la 3e place) | -                                                                                  |
| 25 septembre 1960 | Olympiastadion Helsinki, Finlande          | Finlande        | V 2-1 | QCM                         | Wisniewski (63e) & Ujlaki (83e)                                                    |
| 28 septembre 1960 | Stade du Xe anniversaire Varsovie, Pologne | Pologne         | N 2-2 | A                           | Guillas (84e) & Wisniewski (89e)                                                   |
| 12 octobre 1960   | Stade Saint-Jacques Bâle, Suisse           | Suisse          | D 2-6 | A                           | Goujon (10e & 87e)                                                                 |
| 30 octobre 1960   | Råsunda Solna, Suède                       | Suède           | D 0-1 | A                           | -                                                                                  |
| 11 décembre 1960  | Stade Yves du Manoir Colombes, France      | Bulgarie        | V 3-0 | QCM                         | Wisnieski (6e), Marcel (e), Cossou (80e)                                           |

A : match amical. CE : Championnat d'Europe de football 1960. QCM : match qualificatif de la Coupe du monde 1962.

## Les joueurs
| Joueurs                                                           |     |    |    |    |    |    |    |    |    |    |
| Gardiens de but                                                   |     |    |    |    |    |    |    |    |    |    |
| Georges Lamia (OGC Nice)                                          | 90  | 90 | 90 | 90 |    |    |    |    |    |    |
| Jean Taillandier (RC Paris) (uniques sélections)                  |     |    |    |    | 90 |    | 90 |    | 90 |    |
| Dominique Colonna (Stade de Reims)                                |     |    |    |    |    | 90 |    | 90 |    |    |
| Pierre Bernard (UA Sedan Torcy) (1re sélection)                   |     |    |    |    |    |    |    |    |    | 90 |
| Défenseurs                                                        |     |    |    |    |    |    |    |    |    |    |
| Jean Wendling (Stade de Reims)                                    | 90  | 90 | 90 | 90 |    | 90 | 90 | 90 | 90 | 90 |
| Raymond Kaelbel (AS Monaco) (dernières sélections)                | 90  | 90 | 90 |    |    | 90 |    |    |    |    |
| André Lerond (Stade français) (18e sélection)                     | 90  |    |    |    |    |    |    |    |    |    |
| André Chorda (OGC Nice)                                           |     | 90 |    |    | 90 |    |    |    |    |    |
| Bruno Rodzik (Stade de Reims) (1re sélection)                     |     |    | 90 | 90 | 90 | 90 | 90 |    | 90 | 90 |
| Robert Herbin (AS Saint-Étienne) (1re sélection)                  |     |    |    | 90 |    |    |    |    |    |    |
| Robert Jonquet (Stade de Reims) (58e et dernière sélection)       |     |    |    |    | 90 |    |    |    |    |    |
| Robert Siatka (Stade de Reims) (1re et dernière sélection)        |     |    |    |    | 90 |    |    |    |    |    |
| Henri Biancheri (AS Monaco) (uniques sélections)                  |     |    |    |    |    | 90 | 90 |    |    |    |
| Richard Tylinski (AS Saint-Étienne) (dernières sélections)        |     |    |    |    |    |    | 90 | 90 |    |    |
| Guillaume Bieganski (RC Lens)                                     |     |    |    |    |    |    |    |    | 90 | 90 |
| Guy Sénac (RC Lens) (1re et dernière sélection)                   |     |    |    |    |    |    |    |    |    | 90 |
| Milieux                                                           |     |    |    |    |    |    |    |    |    |    |
| René Ferrier (AS Saint-Étienne)                                   | 90  | 90 | 90 | 90 |    | 90 | 90 | 90 |    |    |
| Roland Guillas (Girondins de Bordeaux/AS Saint-Étienne)           | 90  |    |    |    |    | 90 | 90 |    |    |    |
| Jean-Jacques Marcel (SC Toulon/RC Paris)                          |     |    | 90 | 90 | 90 |    |    | 90 | 90 | 90 |
| Yvon Goujon (FC Sochaux) (1re sélection)                          |     |    |    |    |    |    | 90 | 90 |    |    |
| Lucien Cossou (AS Monaco) (1re sélection)                         |     |    |    |    |    |    |    |    |    | 90 |
| Attaquants                                                        |     |    |    |    |    |    |    |    |    |    |
| François Heutte (RC Paris)                                        | r50 | 90 | 90 | 90 | 90 | 90 |    |    |    |    |
| Lucien Muller (Stade de Reims)                                    | 90  | 90 | 90 | 90 |    |    |    |    | 90 |    |
| Pierre Grillet (RC Paris) (dernières sélections)                  | 90  | 90 | 90 |    |    |    |    |    |    |    |
| Jean Vincent (Stade de Reims)                                     | 90  | 90 |    | 90 | 90 | 90 | 90 | 90 | 90 |    |
| Raymond Kopa (Stade de Reims)                                     | 90  |    | 90 |    |    |    |    |    | 90 |    |
| Roger Piantoni (Stade de Reims)                                   | 40  |    |    |    |    |    |    |    | 90 | 90 |
| Just Fontaine (Stade de Reims)                                    |     | 90 |    |    |    |    |    |    |    | 90 |
| Georges Peyroche (AS Saint-Étienne) (1re sélection)               |     | 90 |    |    |    |    |    | 90 |    |    |
| Bernard Rahis (Nîmes Olympique) (2de sélection)                   |     |    | 90 |    |    |    |    |    |    |    |
| Maryan Wisnieski (RC Lens)                                        |     |    |    | 90 | 90 | 90 | 90 | 90 | 90 | 90 |
| Michel Stievenard (RC Lens) (uniques sélections)                  |     |    |    | 90 | 90 |    |    |    |    |    |
| Yvon Douis (Havre AC)                                             |     |    |    |    | 90 |    |    |    |    | 90 |
| Joseph Ujlaki (RC Paris) (dernières sélections)                   |     |    |    |    |    | 90 | 90 | 90 | 90 |    |
| Julien Stopyra (AS Troyes-Savinienne) (1re et dernière sélection) |     |    |    |    |    |    |    | 90 |    |    |